# Шадринский
Шадринский — посёлок в Каргапольском районе Курганской области. Входит в состав Твердышского сельсовета.

## География
Расположен на северном берегу озера Чаща, в 1 км к югу от центра сельского поселения поселка Твердыш.

## Население
| 1989 | 2002 | 2010 |
| ---- | ---- | ---- |
| 75   | ↗113 | ↘80  |